# Knut Reinhold Bieldt
Knut Reinhold Bieldt - dyplomata szwedzki działający pod koniec XVIII wieku.
W latach 1791–1792 był szwedzkim Chargé d’affaires przy wiedeńskim dworze.